# Сапрыкин, Игорь Анатольевич
Игорь Анатольевич Сапрыкин (род. 2 октября 1980 года) — российский пловец в ластах, заслуженный мастер спорта России.

## Карьера
Воспитанник СДЮСШОР № 13.
Чемпион Европы 2008 г. по подводному спорту на дистанции 400 м с мировым рекордом. Чемпион (800 м) и серебряный призёр (400 м) чемпионата мира по подводному плаванию в Пекине (2004), чемпион Европы по плаванию в ластах (2001), победитель первенства мира в эстафете 4×200 м (1998), призёр чемпионатов Европы на дистанции 400 (1998, 2001), рекордсмен мира на дистанциях 400 и 800 м (г. Пикалево, 2003), рекордсмен России по плаванию в ластах на дистанции 400 м (2 мин 50,27 сек). Призёр чемпионатов мира на дистанциях 800 м (2000) и 400 м (2002).